# Aleksandr Jakovlevič Chinčin
Aleksandr Jakovlevič Chinčin in russo Александр Яковлевич Хинчин? (Kondrovo, 19 luglio 1894 – Mosca, 18 novembre 1959) è stato un matematico sovietico.

## Biografia
Fu uno dei principali autori della scuola probabilista sovietica. Si è occupato principalmente di teoria della probabilità, teoria dell'informazione e meccanica statistica.

## Scritti
- Sur la Loi des Grandes Nombres, in Comptes Rendus de l'Academie des Sciences, 1929
- Continued Fractions,  1935
- Three Pearls of Number Theory
- Mathematical Foundations of Quantum Statistics
- Fondamenti matematici della teoria dell'informazione, Collana Poliedro, Edizioni Cremonese, 1978